# Rue de Kabylie
La rue de Kabylie est une voie du 19e arrondissement de Paris, en France.

## Situation et accès
La rue de Kabylie est une voie publique située dans le 19e arrondissement de Paris. Elle débute au 216-220, boulevard de la Villette et se termine au 9, rue Gaston-Rébuffat.
Cette voie est située dans le quartier où ont été groupés des noms rappelant les campagnes d'Algérie.

## Origine du nom

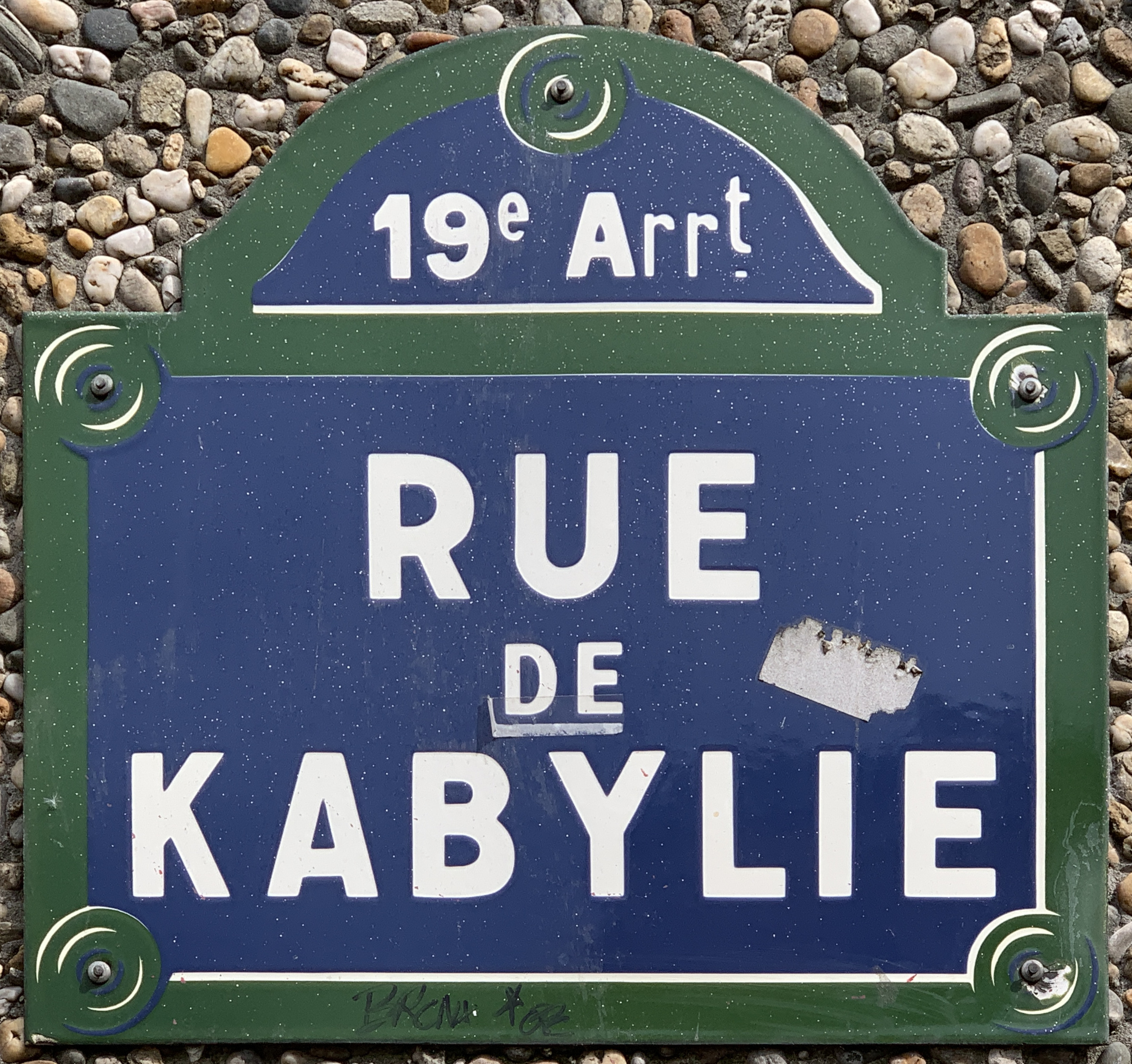
Plaque de la rue.

Elle porte le nom de la région de l'Algérie, la Kabylie, annexé en 1857 pendant que l'Algérie était une dépendance française.

## Historique
Cette voie, de l'ancienne commune de La Villette, est ouverte en 1840 et prend le nom de « passage de l'Isly », du nom de la bataille d'Isly, après 1844. 
Classée dans la voirie parisienne par un décret du 23 mai 1863, elle prend sa dénomination actuelle par un décret du 24 août 1864.
Le 8 mars 1918, durant la première Guerre mondiale, une bombe lancée d'un avion allemand explose au no 6 rue de Kabylie.